# Famelica tajourensis
Famelica tajourensis é uma espécie de gastrópode do gênero Famelica, pertencente a família Raphitomidae.